# Brul (ruisseau)
Le Brul ou ruisseau de Brul est un cours d'eau ardennais de Belgique, affluent du Laval et faisant donc partie du bassin versant de la Meuse. Il coule entièrement en province de Luxembourg.

## Parcours
Le Brul prend sa source au nord de Villeroux dans la commune de Vaux-sur-Sûre (altitude 535 m). Le cours d'eau arrose successivement Villeroux, Sibret, Poisson-Moulin, passe sous Mande-Sainte-Marie, traverse Lavaselle puis coule au pied de Houmont (commune de Sainte-Ode) au lieu-dit Brul avant de se jeter en rive droite du Laval (altitude 425 m), un affluent de l'Ourthe occidentale.
Après Poisson-Moulin et jusqu'à sa confluence, le ruisseau pénètre dans le site de grand intérêt biologique de Lavaselle. La vallée est alors occupée par un vaste ensemble de prés de fauche.
Son cours a une longueur approximative de 7 kilomètres. Il s'oriente d'abord vers le sud, prend ensuite une direction vers le sud-ouest puis le nord-ouest.